# Nissy Entertainment 5th Anniversary BEST
『Nissy Entertainment 5th Anniversary BEST』（ニッシー エンタテインメント フィフス アニバーサリー ベスト）は、2019年2月4日にavex traxから発売されたNissyの1作目のベスト・アルバム。

## 概要
ソロデビュー5周年を記念した作品で、2018年に日本記念日協会によって公認された「Nissyの日」（2月4日）にリリースされることが2018年12月5日に発表された。
「初回生産限定盤Nissy盤（2CD+6Blu-ray+グッズ、2CD+6DVD+グッズ）」「通常盤／初回限定仕様（2CD+2Blu-ray、2CD+2DVD）」「通常盤（2CD）」の5形態でリリースされた。アートワークは、「2CD」がメガホンを片手にディレクターズ・チェアに座る「西島隆弘」と、黒いハットと衣装を着用した「Nissy」が被写体となっていて、「2CD+2DVD」「2CD+2Blu-ray」がショッパーを片手に持って蓄音機に座るNissyが被写体となっている。ショッパーには、「Nissy RECORDS」と書かれており、従来の作品と異なり、店頭販売が行なわれていることへの表れとなっている。
全形態共通となっているCDには新曲を含む全29曲が収録され、DVD／Blu-rayにはミュージック・ビデオ全21作品が収録され、初回生産限定盤Nissy盤に付属のDVD／Blu-rayに5年間の活動に追ったスペシャルドキュメント映像「Road to Nissy 2013-2018」、全国ツアー「Nissy Entertainment 2nd LIVE」の横浜アリーナ公演から厳選されたライブ映像が収録され、総収録時間が500分を超える。
初週売上6万枚を記録し、2019年2月12日に発表されたオリコン週間アルバムランキングで初登場首位を獲得。2月18日付のBillboard Japan Hot Albumsでも総合首位を獲得し、ダウンロードでは1,298ダウンロードを記録して9位にランクインしている。
本作発売の翌月より4大ドームツアー「Nissy Entertainment "5th Anniversary" BEST DOME TOUR」がスタートした。

## 収録曲

### CD
既発曲の解説は、各項目を参照。

#### DISC 1
1. どうしようか? (2:45)
  - 1stシングル
2. ワガママ (3:40)
  - 2ndシングル
3. GIFT (3:24)
  - 1stアルバム『HOCUS POCUS』収録曲
4. DANCE DANCE DANCE (3:15)
  - 3rdシングル
5. Never Stop (3:58)
  - 4thシングル
6. Playing With Fire (4:32)
  - 5thシングル
7. SUGAR (4:01)
  - 1stアルバム『HOCUS POCUS』収録曲
8. SHADOWS (4:02)
  - 1stアルバム『HOCUS POCUS』収録曲
9. KISS&DIVE (4:05)
  - 1stアルバム『HOCUS POCUS』収録曲
10. テレパシー (4:05)
  - 1stアルバム『HOCUS POCUS』収録曲
11. My Luv (3:49)
  - 1stアルバム『HOCUS POCUS』収録曲
12. SPACESHIP (4:39)
  - 1stアルバム『HOCUS POCUS』収録曲
13. ハプニング (4:38)
  - 6thシングル「まだ君は知らない MY PRETTIEST GIRL」のカップリング曲
14. まだ君は知らない MY PRETTIEST GIRL (4:24)
  - 6thシングル
15. Aquarium (4:21)
  - 6thシングル「まだ君は知らない MY PRETTIEST GIRL」のカップリング曲
16. Double Trouble (3:57)
  - 6thシングル「まだ君は知らない MY PRETTIEST GIRL」のカップリング曲
17. 花cherie (5:05)
7thシングル

#### DISC 2
1. 17th Kiss (3:17)
  - 8thシングル「OK?」収録曲
2. 恋す肌 (3:46)
  - 8thシングル「OK?」収録曲
3. 愛tears (3:31)
  - 8thシングル「OK?」収録曲
4. Don't let me go (3:50)
  - 2ndアルバム『HOCUS POCUS 2』収録曲
5. The Eternal Live (3:47)
  - 2ndアルバム『HOCUS POCUS 2』収録曲
6. The Days (4:28)
  - 2ndアルバム『HOCUS POCUS 2』収録曲
7. LOVE GUN (3:49)
  - 2ndアルバム『HOCUS POCUS 2』収録曲
8. Girl I Need (3:59)
  - 2ndアルバム『HOCUS POCUS 2』収録曲
9. まだ君は知らない MY PRETTIEST GIRL 〜Christmas ver.〜 (4:30)
  - 2ndアルバム『HOCUS POCUS 2』収録曲
  - 6thシングルのバージョン違い
10. トリコ (3:50)
  - 9thシングル「トリコ/Relax&Chill」の1曲目
11. Relax&Chill (3:44)
  - 9thシングル「トリコ/Relax&Chill」の2曲目
12. Addicted (2:51)
  - 新曲

1月24日にデジタル配信が開始され、YouTubeにてミュージック・ビデオが公開された。
ミュージック・ビデオは、ニューヨーク・ラスベガス・ロサンゼルス・ロンドン・パリの5都市で撮影され、黒い衣装を着用したNissyが街を練り歩くという内容となっている[9]。また、楽曲およびミュージック・ビデオは、翌月よりスタートしたドームツアーへの意気込みとサプライズが込められたものとなっている[10]。

### DVD/Blu-ray
MUSIC VIDEO
1. どうしようか？
2. ワガママ
3. GIFT
4. DANCE DANCE DANCE
5. Never Stop
6. Playing With Fire
7. SUGAR
8. ハプニング
9. まだ君は知らない MY PRETTIEST GIRL
10. Double Trouble & Aquarium<Promotion Video>
11. 花cherie
12. 17th Kiss
13. 恋す肌
14. 愛tears
15. Don't let me go
16. The Eternal Live
17. The Days
18. LOVE GUN
19. トリコ
20. Relax & Chill
21. Addicted
22. Addicted <Music Video Making>
23. OK? 〜君に贈る24時間〜 <Music Short Film>

【Nissy盤】収録映像
1. DOCUMENT MOVIE
約240分にわたるドキュメント映像。
  1. Road to Nissy 2013〜2017 <Digest Movie>
  2. Road to Nissy 2017〜2018 Act 1
  3. Road to Nissy 2017〜2018 Act 2
2. 『Nissy Entertainment 2nd LIVE』@横浜アリーナ<selection>
3. TV-CM SPOT Archives

【2CD+DVD】【2CD+2Blu-ray】収録映像
1. Road to Nissy 2013-2018
【Nissy盤】に収録の「DOCUMENT MOVIE」のダイジェスト映像で、60分に縮められている。